# Terminal de fret de Kobe
Le terminal de fret de Kobe (神戸貨物ターミナル駅, Kōbe Kamotsu Tāminaru-eki) est une gare ferroviaire pour le fret, localisée dans la ville de Kobe, dans la préfecture de Hyōgo au Japon. La gare est exploitée par la compagnie privée JR Freight.
On y trouve des conteneurs de 12 pieds,ainsi que des gros conteneurs de 20-30 pieds,ainsi que des conteneurs maritime de norme ISO  20 et 40 pieds.